# Рубаны (Кобелякский район)
Рубаны (укр. Рубани) — село,
Жуковский сельский совет,
Кобелякский район,
Полтавская область,
Украина.
Код КОАТУУ — 5321882003. Население по переписи 2001 года составляло 75 человек.

## Географическое положение
Село Рубаны находится в 2-х км от правого берега реки Ворскла,
на расстоянии в 1 км от сёл Жуки и Олейники (Новосанжарский район).

## История
Есть на карте 1869 года

## Происхождение названия
На территории Украины 2 населённых пункта с названием Рубаны.